# Лютай Федір
Федір Лютай (Фесько Лютай, Лютий) (роки народження і смерті невідомі) — український військовий діяч середини XVII століття. В 1637 — військовий осавул, 1638 — сотник Переяславського полкуБиківська сотня. Того ж року обирається кошовим отаманом запорізької Січі. У 1639 році починає зводити Микитинську Січ. Тому іноді її називали линчаківською. В 1647 ще раз обраний кошовим отаманом Запорізької Січі. Багато допомагав Богданові Хмельницькому на початку національно-визвольної війни. Заснував близько 1652 Чортомлицьку Січ.[джерело?]
У 2014 році в Нікополі було відкрито символічний пам'ятник Федору Лютаю.